# Juan de Cabriada
Compléments
Médecin de cour de Charles II
Juan de Cabriada (Burgo de Osma, 1661 – Ágreda, 1743) était un médecin et essayiste espagnol. 
L’ouvrage intitulé Carta filosófica, médico- chymica, qu’il publia dans sa jeunesse et qui est la seule publication scientifique qu’on lui connaisse, fit grand bruit au moment de sa parution et vaut à son auteur d’être rangé dans les novatores, c’est-à-dire les précurseurs des Lumières espagnoles. Cet ouvrage qui, après avoir fustigé la médecine galéniste, alors seule pratiquée en Espagne, et prôné celle paracelsienne, s’attache ensuite à expliquer le retard scientifique de l’Espagne, a été diversement évalué ; pour les uns, le livre fut une œuvre pionnière et eut un rôle décisif dans l’avènement de la science moderne en Espagne, pour les autres, le livre, de faible portée scientifique, n’était là que pour servir les ambitions professionnelles de son jeune auteur. Nommé en 1699 médecin de cour, il fut amené à s’impliquer dans une infructueuse expérience médicale alchimiste visant à guérir le roi Charles II — échec qui ternit sa renommée. Il continua ensuite de soutenir le mouvement rénovateur, exerça à Bilbao, puis se retira dans sa région natale.

## Vie et carrière

### Origines et formation
Juan de Cabriada naquit à Vildé, petite localité non loin de Burgo de Osma, où il reçut le baptême le 23 septembre 1661 — et non dans la paroisse de San Juan del Mercado de Valence, comme on l’a cru antérieurement —, et où son père, Juan de Cabriada y Gonzalo, ancien professeur à l’université de Valence, exerçait alors la médecine. Son père ainsi que sa mère étaient originaires du bourg d’Ágreda, dans la province de Soria, en Vieille-Castille. Juan de Cabriada vécut plusieurs années à Ágreda avant de s’en aller étudier à Valence, où il obtint le titre de bachelier en arts. Il étudia ensuite la médecine à l’université de Saragosse et acquit en 1681 le titre de bachelier en médecine.
Son directeur d’examen de fin d’études fut José Lucas Casalete, l’une des grandes figures du mouvement novateur à Saragosse. Dans ses débuts, Cabriada adhérait à la théorie galéniste, et se fixa avant 1686 à Madrid, comme médecin du comte de Monterrey.

### Carta filosófica, médico- chymica
Le seul ouvrage jamais écrit par Juan de Cabriada est la célèbre Carta filosófica, médico- chymica (titre complet :Carta filosófica, médico- chymica. En que se demuestra, que de los tiempos, y de los experiencias, se han aprendido los mejores remedios contra las enfermedades. Por la nova-antigua Medicina, soit : Lettre philosophique, médico-chimique. Dans laquelle il est démontré que des temps et des expériences l’on a appris les meilleurs remèdes contre les maladies. Pour la médecine nouvelle-ancienne) parue à Madrid en 1687, où l’auteur dénonçait la pratique et l’abus par les galénistes des saignées dans le traitement des fièvres tierces. Cabriada cependant déborde de son sujet initial, lequel est d’un intérêt relatif, et s’en sert comme point de départ pour rédiger un texte sur le retard de la médecine espagnole et sur la nécessité de s’approprier les nouveautés venues de l’étranger, telles qu’en particulier la découverte de la circulation du sang, et autres innovations qui peinaient à prendre pied en Espagne, dominée alors par les traditionalistes et les conservateurs. Cabriada affronte l’autorité et l’infaillibilité des auteurs anciens et oppose à leurs normes celles liées à l’expérience tant anatomique, pratique que chimique. Il fait mention, en appui de ses vues, de divers auteurs, plus particulièrement des chimistes et médecins enclins à une explication chimique des maladies, à savoir Paracelse, Thomas Willis, Sylvius, Robert Boyle, mais aussi René Descartes et William Harvey, et démontre être parfaitement au courant des découvertes les plus récentes en anatomie et en physiologie. Il considère de la plus haute importance la théorie de la circulation sanguine en médecine, et c’est dans le passage correspondant qu’apparaît sa fameuse phrase dénonçant le retard scientifique espagnol : 

« Que voilà une chose regrettable, voire honteuse, que nous soyons, comme si nous étions des Indiens, les derniers à recevoir les nouvelles et lumières publiques qui se sont déjà répandues en Europe. Et en outre que les hommes à qui il incombe de savoir cela s’offusquent de l’avertissement et s’emportent contre la démystification. Et oh, qu’il est certain que de tenter de repousser le jugement d’une opinion dépassée est ce qu’il y a de plus difficile que l’on puisse prétendre chez les hommes ! »

Parmi les différents systèmes de médecine de son époque, Cabriada avait opté pour l’iatrochimie paracelsienne, contraire à la doctrine physiopathologique des galénistes, qui ramenaient la maladie à un déséquilibre entre les qualités de chaud, froid, sec et humide. Cependant, c’est précisément sur le galénisme, lequel s’étudiait alors dans les écoles de médecine et exigeait des connaissances en logique, physique et éthique, qu’était fondé le prestige de la profession médicale, et s’en prendre à la médecine humorale revenait à s’attaquer au pouvoir des médecins. L’ouvrage de Cabriada, qui provoqua une âpre polémique, s’inscrivait ainsi dans une querelle de territoire entre les médecins en place, les galénistes, et ceux qui aspiraient à les supplanter, les iatrochimistes. Toutefois, l’iatrochimie commençait déjà à être considérée comme obsolète dans le reste de l’Europe et était critiquée comme étant trop théorisante et spéculative ; les auteurs éclectiques estimaient que les iatrochimistes n’étaient pas moins rigides que les galénistes et que tous deux étaient systématiques à l’excès. Dans d’autres pays d’Europe, le texte de Cabriada n’aurait eu que peu ou pas de sens, attendu qu’en 1687, l’iatrochimie n’avait déjà presque plus rien de moderne et passait pour largement spéculative. Néanmoins, Cabriada a été jugé par le chercheur José María López Piñero et ses collaborateurs comme étant l’auteur le plus important du mouvement novateur et comme celui qui aurait pris à tâche d’introduire la science moderne en Espagne ; López Piñero en effet affirme : 

« Par la vigueur et la hauteur de son texte, et par son exceptionnelle influence, le livre de Cabriada mérite d’être considéré comme l’authentique manifeste du mouvement rénovateur de la médecine et des savoirs liés à celle-ci dans l’Espagne de la fin du XVIIe siècle. »

Le brûlot de Cabriada eut un grand retentissement et donna lieu à une littérature abondante, mais de faible portée scientifique ; l’un des rares textes de quelque tenue est celui du médecin catalan Cristóbal Tixedas (ou Cristòfor Tixedas), où celui-ci réfute point par point les thèses de Cabriada au long de plus de 450 pages. Selon Tixedas, les courants modernes n’impliquent pas de nier la validité du galénisme et ce système reste valable en dépit de critiques dont il fait l’objet. Les positions de Cabriada furent aussi à l’origine de deux autres polémiques encore entre innovadores et traditionalistes.
Cabriada ne publiera plus ensuite d’autres ouvrages, ni sur l’iatrochimie, ni sur aucun autre sujet, ce qui porte à penser que cette œuvre, comme toute la polémique autour de l’usage de médicaments chimiques, fut motivée davantage par le souci d’acquérir de la notoriété et du pouvoir que par la défense d’un point de vue scientifique clair et décidé. On note qu’il tend à exagérer les difficultés rencontrées par les remèdes chimiques, afin de rehausser son propre rôle et de dramatiser outre mesure la situation. Pourtant, il ne retira aucun bénéfice de la polémique, car il ne réussit pas à augmenter son prestige ni à se faire nommer à des postes d’importance, et du reste cessa tout à fait d’écrire des ouvrages.

### L’expérience médicale de Roque García de la Torre
En 1699, c’est-à-dire à peu près au même moment où eut lieu cette expérience, Cabriada venait d’être promu à la fonction de médecin de cour (médico de cámara), après avoir présenté nombre de mémoires, sans toutefois s’interroger plus avant, dans aucun de ceux-ci, sur les causes du retard scientifique espagnol dénoncé par lui dans sa Carta, probablement pour ne pas mettre davantage à l’épreuve les susceptibilités de ses collègues. Dans l’un de ces mémoires destinés à obtenir les honneurs de médecin de cour de Charles II, il se lamente de ce que ses mérites n’aient eu d’autre effet que de susciter la haine des confrères qui cherchaient à empêcher sa nomination.
En 1698, Roque García de la Torre, médecin valencien établi à Naples, arriva à Madrid pour élaborer un remède secret capable de prolonger la vie de Charles II, alors gravement malade. L’objectif était de le maintenir en vie assez longtemps que pour lui assurer une descendance. L’apothicaire Juan del Bayle était chargé de superviser l’expérimentation de Roque García de la Torre, qui eut lieu dans une maison sise à Madrid dans le voisinage de l’Alcázar. Un four fut édifié et l’on dota Roque des instruments et matières premières nécessaires à l’élaboration de son remède, qu’il promit de terminer en avril 1699. Cependant, ne parvenant pas à honorer ce délai, Roque s’en excusa en alléguant une maladie — les symptômes qu’il décrit portent à penser qu’il souffrait d’une intoxication au mercure —, et sollicita de pouvoir se retirer de l’expérience. Il remit à Bayle toutes ses notes écrites pour lui permettre de mettre au point le remède secret. C’est alors que Juan de Cabriada réapparut, au terme de plusieurs années dans l’anonymat, assistant Roque lors de ses travaux, aux côtés de Juan del Bayle. 

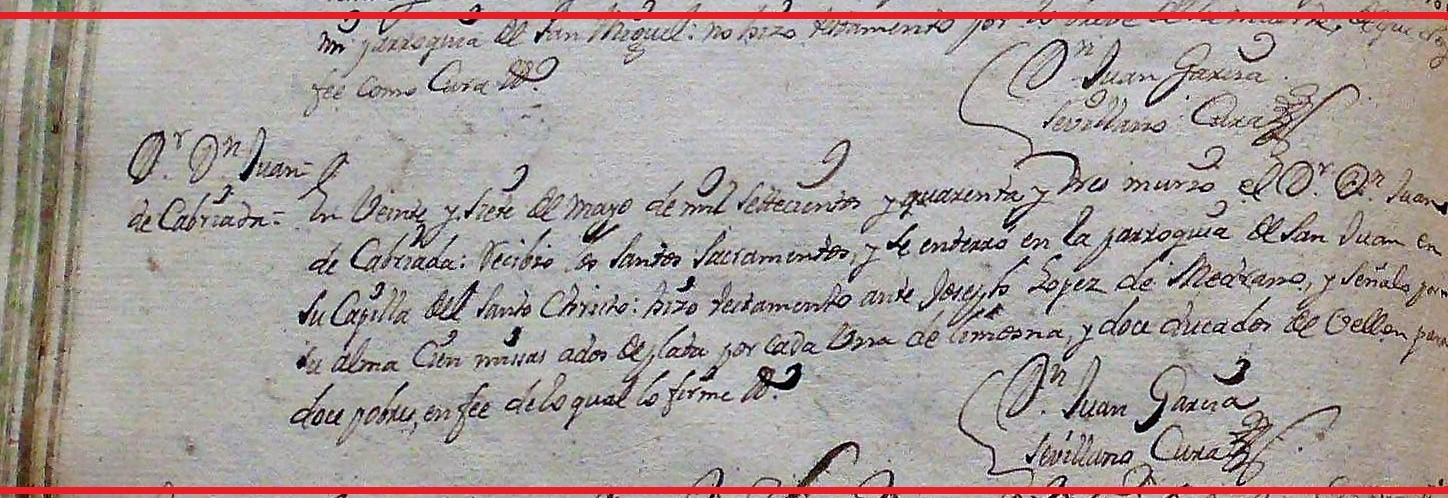
Acte de décès de Juan de Cabriada (1743)

Bayle s’était donc mis en devoir d’élaborer le remède, ou du moins affirma le tenter pour répondre au désir de ceux qui cherchaient un médicament à même de guérir le roi. Cependant Charles II succomba à sa maladie peu après, à l’âge de 35 ans. Cet épisode ne fut pas favorable à Cabriada, loin alors de remplir les attentes créées par sa Carta et apparaissant incapable, en sa qualité de médecin de cour, d’apports significatifs. Du reste, le fait qu’il ait pris sur lui de poursuivre l’expérimentation alchimique du guérisseur Roque semble indiquer qu’il ne pouvait pas s’enhardir à répudier certains travaux, quelque suspects qu’ils fussent, car alchimiques, et nonobstant qu’ils n’eussent aucune chance de réussite.
Après cet épisode, l’on n’a plus guère de renseignements sur Cabriada, mais les rares données indiquent qu’il continua d’être lié au mouvement novator et de plaider pour les médicaments chimiques. En 1700, il cofonda la Société royale de médecine et autres sciences (Regia Sociedad de Medicina y otras ciencias) de Séville. L’on sait encore qu’il exerça la médecine à Bilbao en 1730, à l’âge de bientôt 70 ans, et que son office était alors « avantageux et perdurable ». À la fin de sa carrière, il retourna définitivement à Ágreda, où — après y avoir déjà séjourné en 1718 — il demeurera jusqu’à sa mort le 27 mai 1743.

## Source
- (es) Juan Esteva de Sagrera, « Juan de Cabriada (dans Diccionario Biográfico Español) », Madrid, Real Academia de la Historia, 2018 (consulté le 3 décembre 2019)
- Notices d'autorité :   - VIAF
  - Espagne
  - Portugal